# Bromsulfophthalein
Bromsulfophthalein auch Bromsulfalein oder BSP ist ein Diagnostikum zur Überprüfung der Leberfunktion. Es ist ein bromiertes Sulfonsäurederivat des Phenolphthaleins.

## Eigenschaften
BSP ist, analog zu Phenolphthalein ein im alkalischen violetter im sauren farbloser Farbstoff. Sein λmax-Wert liegt bei 577 nm.

## Verwendung
BSP wird im Bromsulfaleintest eingesetzt, um die exkretorische Leberfunktion zu untersuchen, der 1938 etabliert wurde. Heute verwendet man dazu aber eher den Transaminasenanstieg. Beim  Bromsulphthalein-Clearance-Test wird die Substanz intravenös appliziert. Im Blut bindet sie an Albumin. Durch die Leber wird sie in die Galle ausgeschieden. Die Farbstoffkonzentration im Blutserum ist ein Maß für die Leberfunktion. Die Extinktion wird bei einer Wellenlänge von 552 nm gemessen, weil das störende Hämoglobin dann im Sauren wie im Alkalischen gleich stark absorbiert.

## Pharmakologische Eigenschaften
BSP wird primär-aktiv unter ATP-Verbrauch durch Transporterproteine (Bile Salt Export Pump (BSEP) bzw. Multidrug Resistance-related Protein (MRP2)) im Rahmen der Gallenbildung eliminiert. Im Rahmen der Verteilung von, per Infusion kontinuierlich zugeführten radioaktiv markierten 35S-BSP bei Hunden wurde gefunden, dass dieses bzw. seine Metaboliten sporadisch auch im Urin der behandelten Tiere auftrat; das Gros der verabreichten Substanz fand sich mit 48 bis 75 Prozent in der Leber. Organe, welche im Vergleich zum Plasma hohe Konzentrationen aufwiesen waren Magen, Darm, Pankreas, interkostales Muskelgewebe und besonders die Nieren. Wobei keine Korrelation zwischen den Konzentration in den Nieren und dem Auftreten im Urin festgestellt werden konnte.

## Nachweis
Die Differenz der Farbintensität beim Übergang vom alkalischen in den sauren Bereich ist proportional zur Konzentration. Die Bestimmung kann daher photometrisch erfolgen.